# Saint-Jean-de-Couz
Saint-Jean-de-Couz este o comună în departamentul Savoie din sud-estul Franței. În 2009 avea o populație de 249 de locuitori.

## Evoluția populației
| An        | 1975 | 1982 | 1990 | 1999 | 2006 | 2009 |
| --------- | ---- | ---- | ---- | ---- | ---- | ---- |
| Populație | 101  | 145  | 180  | 215  | 246  | 249  |